# Esther Ouwehand
Esther Ouwehand (ur. 10 czerwca 1976 w Katwijku) – holenderska polityk, posłanka do Tweede Kamer, od 2019 liderka polityczna Partii na rzecz Zwierząt (PvdD).

## Życiorys
Podjęła nieukończone studia z zakresu nauk politycznych, komunikacji i organizacji na Wolnym Uniwersytecie w Amsterdamie. Pracowała w przedsiębiorstwie wydawniczym. Należała do Zielonej Lewicy, po czym dołączyła do Partii na rzecz Zwierząt. W 2004 została jej etatową działaczką jako koordynatorka biura PvdD.
W 2006 po raz pierwszy zasiadła w Tweede Kamer. Mandat posłanki do niższej izby Stanów Generalnych utrzymywała w wyniku wyborów w 2010, 2012, 2017, 2021 i 2023. Z powodów zdrowotnych nie wykonywała go w latach 2015–2016.
Od października 2018 do stycznia 2019 czasowo stała na czele frakcji PvdD. We wrześniu 2019 długoletnia przywódczyni partii Marianne Thieme ogłosiła odejście z parlamentu. Esther Ouwehand została w kolejnym miesiącu nową przewodniczącą frakcji i tym samym polityczną przywódczynią swojego ugrupowania.